# Lista de Divisões Administrativas da China por IDH
Esta é uma lista das divisões administrativas de primeiro nível da República Popular da China (RPC), incluindo todas as províncias, regiões autónomas e municípios, por ordem do seu Índice de Desenvolvimento Humano (IDH). Os números de 2019 para as divisões da RPC são do Índice de Desenvolvimento Humano Subnacional (4.1), publicado pelo Programa de Desenvolvimento das Nações Unidas .

- A lista das Divisões Administrativas em 2019 é organizada da seguinte forma:

| IDH        | Divisão |
| Muito alto | 6       |
| Alto       | 21      |
| Médio      | 5       |
| Baixo      | 0       |
| Total      | 32      |

## Lista de Divisões Administrativas por IDH

Divisões administrativas da China com Taiwan de acordo com o IDH para o ano de 2019.
Muito alto (≥ 0,800)
Alto (0,700 – 0,799)
Medio (0,550 – 0,699)

### Banco de Dados de Desenvolvimento Humano Subnacional (dados de 2019)
| Rank                              | Divisões Administrativas                     | IDH                               | País comparável                   |
| Desenvolvimento humano muito alto | Desenvolvimento humano muito alto            | Desenvolvimento humano muito alto | Desenvolvimento humano muito alto |
| --------------------------------- | -------------------------------------------- | --------------------------------- | --------------------------------- |
| 1                                 | Hong Kong                                    | 0.949                             | Islândia                          |
| 2                                 | Macau.                                       | 0,922                             | Áustria                           |
| 3                                 | Pequim(Beijing)                              | 0.904                             | Espanha                           |
| 4                                 | Xangai                                       | 0.873                             | Portugal                          |
| 5                                 | Tianjin                                      | 0.838                             | Brunei                            |
| 6                                 | Jiangsu                                      | 0.803                             | Maurício                          |
| Desenvolvimento humano alto       |                                              |                                   |                                   |
| 7                                 | Zhejiang                                     | 0.795                             | Albânia                           |
| 8                                 | Guangdong(Cantão)                            | 0.793                             | Albânia                           |
| 9                                 | Liaoning                                     | 0.774                             | Macedônia do Norte                |
| 10                                | Mongólia Interior                            | 0.771                             | Macedônia do Norte                |
| 11                                | Fujian                                       | 0.769                             | Colômbia                          |
| 11                                | Hubei                                        | 0.769                             | Colômbia                          |
| 12                                | Chongqing                                    | 0.768                             | Colômbia                          |
| 13                                | Hainan                                       | 0.763                             | Brasil                            |
| 14                                | Shaanxi                                      | 0.762                             | Equador                           |
| –                                 | República Popular da China (média nacional). | 0.761                             | Equador, Santa Lúcia              |
| 15                                | Shandong                                     | 0.759                             | Equador, Santa Lúcia              |
| 16                                | Hunan                                        | 0.755                             | Azerbaijão, República Dominicana  |
| 17                                | Shanxi                                       | 0.752                             | Moldávia                          |
| 18                                | Jilin                                        | 0.745                             | Líbano                            |
| 19                                | Henan                                        | 0.742                             | Dominica                          |
| 20                                | Jiangxi                                      | 0.741                             | Dominica, Maldivas                |
| 21                                | Anhui                                        | 0.738                             | Suriname                          |
| 21                                | Hebei                                        | 0.738                             | Suriname                          |
| 22                                | Heilongjiang                                 | 0.737                             | Mongólia                          |
| 23                                | Sichuan                                      | 0.734                             | Jamaica                           |
| 24                                | Xinjiang                                     | 0.732                             | Jamaica                           |
| 25                                | Guangxi                                      | 0.728                             | Paraguai                          |
| 25                                | Ningxia                                      | 0.728                             | Paraguai                          |
| Desenvolvimento humano médio      |                                              |                                   |                                   |
| 26                                | Yunnan                                       | 0.691                             | Marrocos                          |
| 27                                | Qinghai                                      | 0.689                             | Marrocos                          |
| 28                                | Gansu                                        | 0.687                             | Marrocos                          |
| 29                                | Guizhou                                      | 0.685                             | Marrocos                          |
| 30                                | Tibete                                       | 0.608                             | Vanuatu                           |

## Evolução Com o Tempo
| Legend                                                                    | Legend                                              | Legend                                                           | Legend    | Legend |
| ------------------------------------------------------------------------- | --------------------------------------------------- | ---------------------------------------------------------------- | --------- | ------ |
| Desenvolvimento humano Muito Alto 0.900 and above 0.850–0.899 0.800–0.849 | Desenvolvimento humano Alto 0.750–0.799 0.700–0.749 | Desenvolvimento humano médio 0.650–0.699 0.600–0.649 0.550–0.599 | Sem Dados |        |

2010-2014 IDH
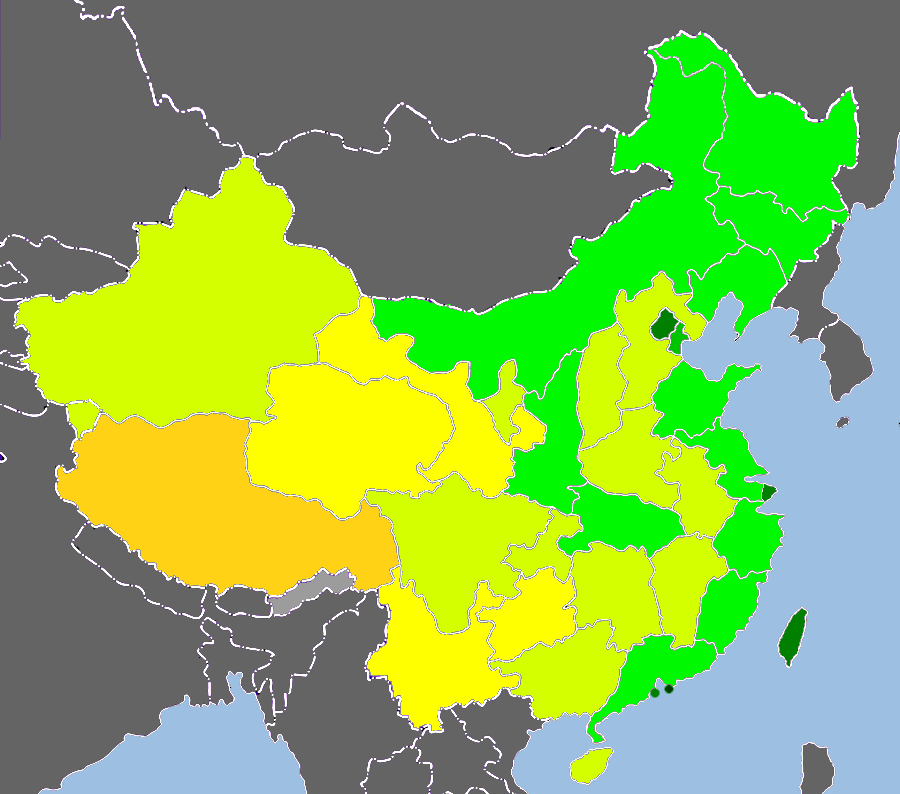
2014
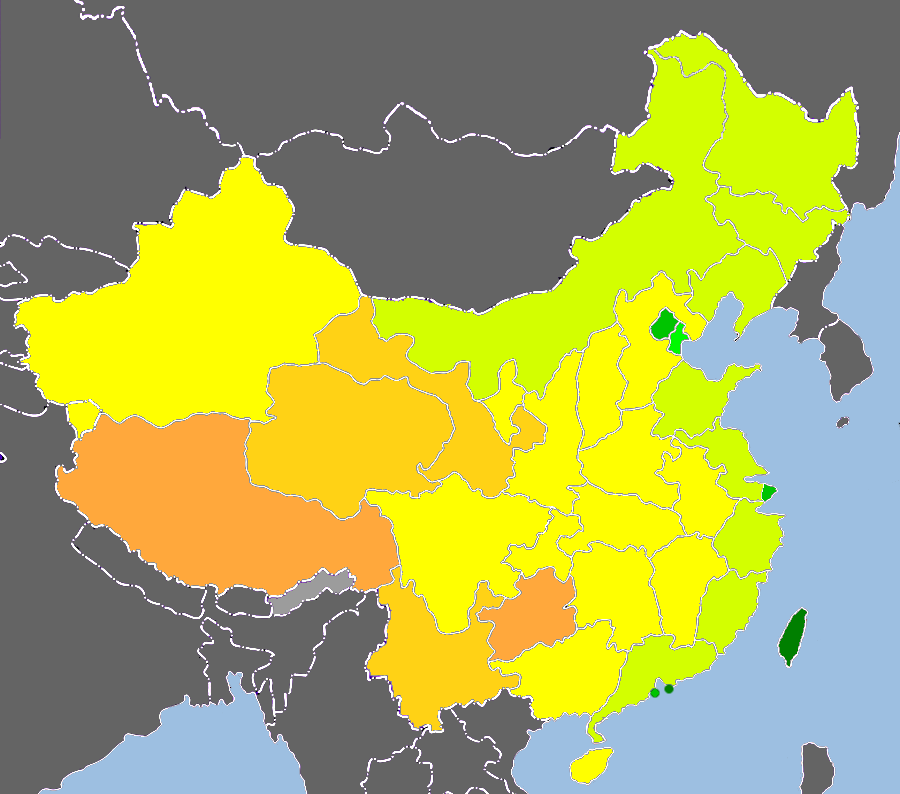
2010

| Legend                                        | Legend                                              | Legend                                                                                               | Legend                                                           | Legend    |
| --------------------------------------------- | --------------------------------------------------- | --- | ---------------------------------------------------------------- | --------- |
| Desenvolvimento humano Muito Alto 0.900–0.949 | Desenvolvimento humano Alto 0.850–0.899 0.800–0.849 | Desenvolvimento humano médio 0.750–0.799 0.700–0.749 0.650–0.699 0.600–0.649 0.550–0.599 0.500–0.549 | Desenvolvimento humano Baixo 0.450–0.499 0.400–0.449 0.350–0.399 | Sem Dados |

1982-2008 IDH
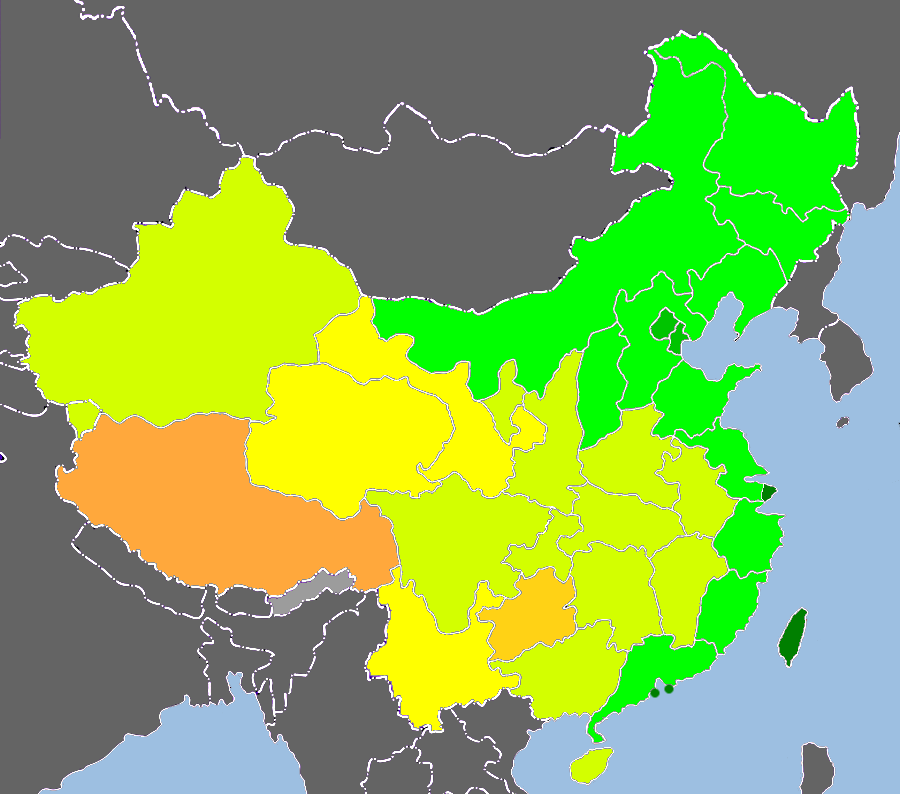
2008
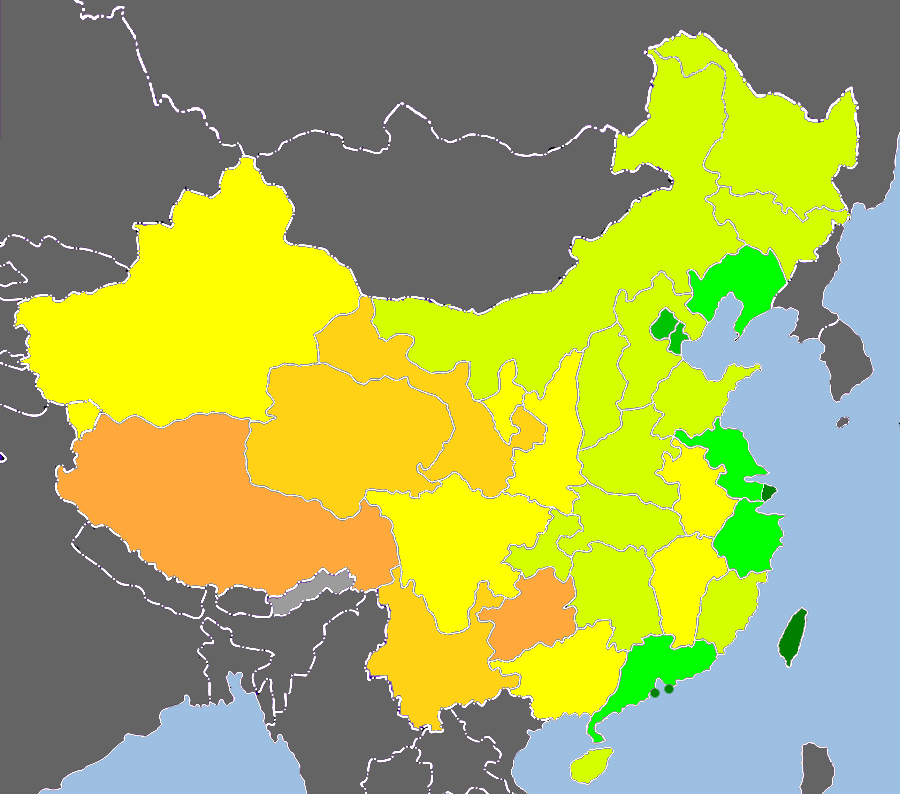
2005
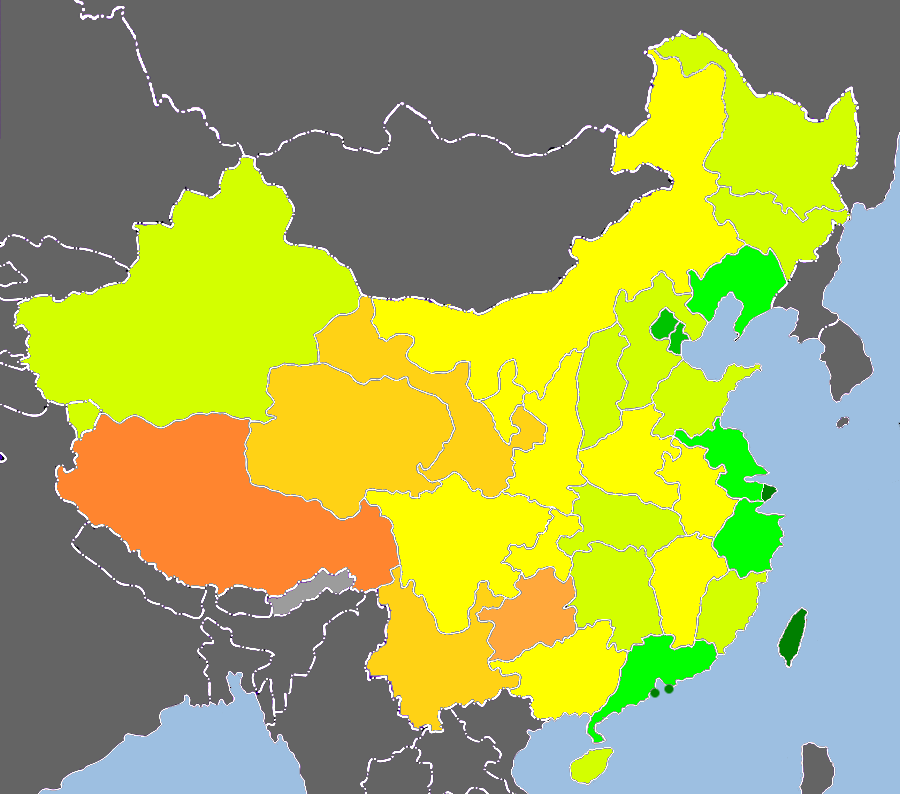
2003
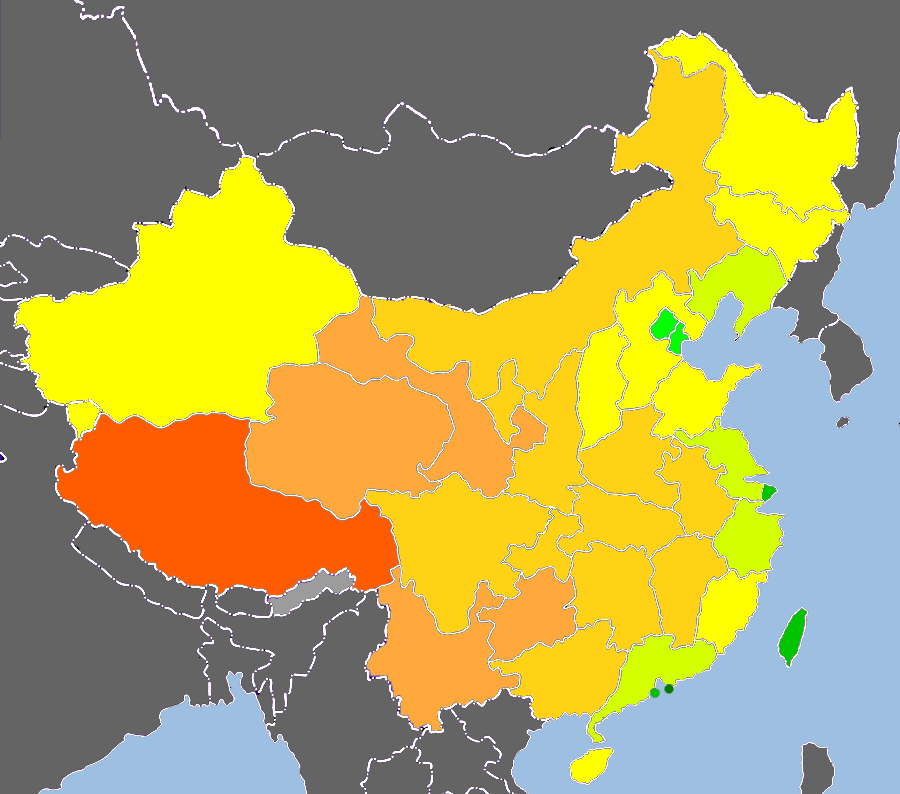
1999
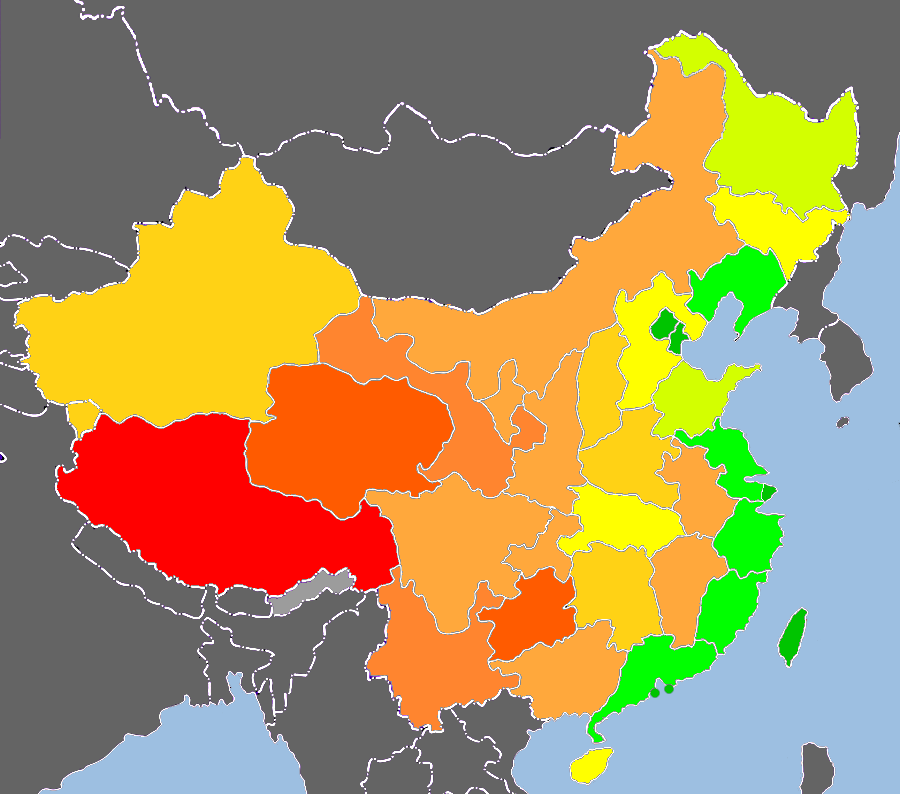
1997
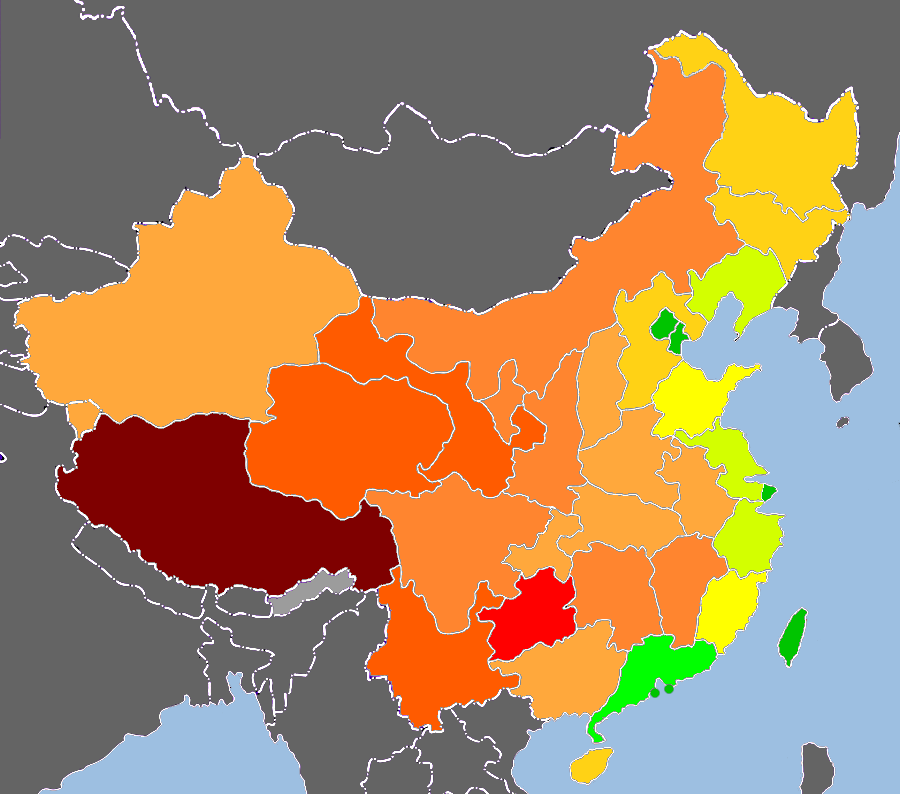
1995
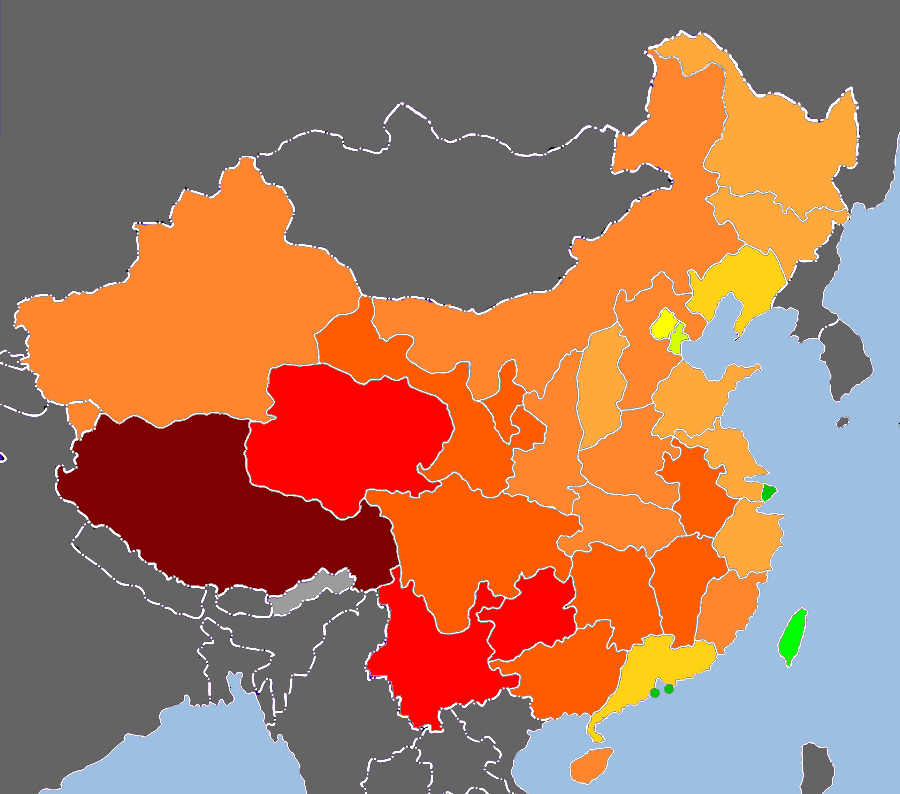
1990
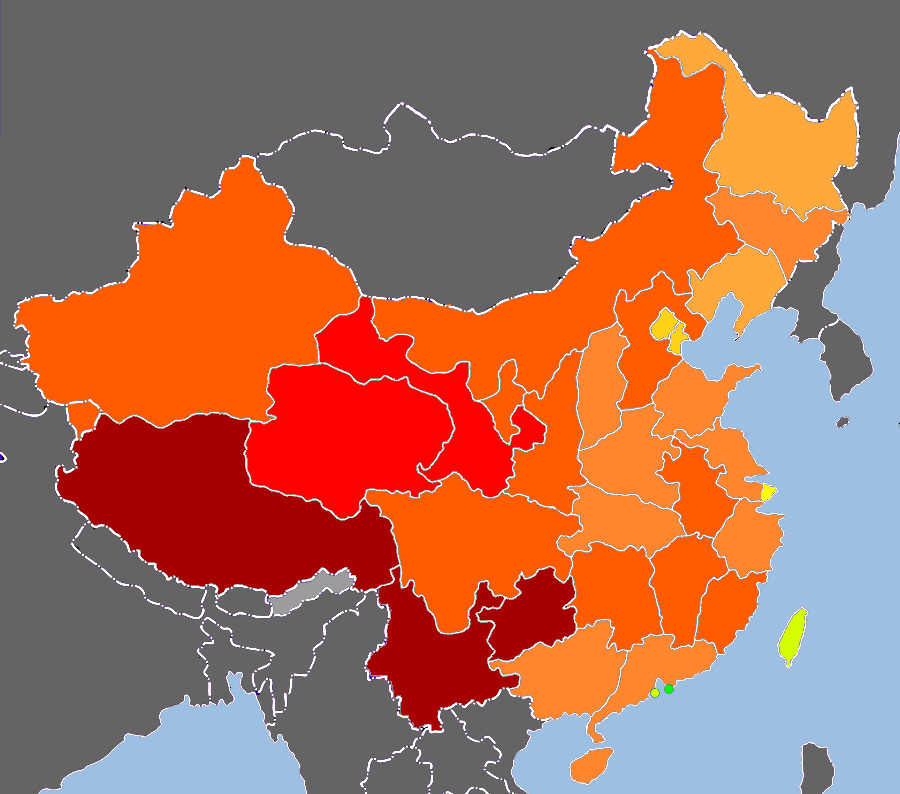
1982